# Maksim Kajnov
Maksim Konstantinovič Kajnov (in russo Максим Константинович Кайнов?; Bronnicy, 24 marzo 2002) è un calciatore russo, centrocampista del Soči in prestito dall'Arsenal Tula.

## Carriera
Cresciuto nel settore giovanile dell'Arsenal Tula, ha esordito in prima squadra il 2 aprile 2022 in occasione dell'incontro di Prem'er-Liga pareggiato 0-0 contro l'Achmat Groznyj.

## Statistiche

### Presenze e reti nei club
Statistiche aggiornate al 25 aprile 2022.
| Stagione        | Squadra         | Campionato      | Campionato | Campionato | Coppe nazionali | Coppe nazionali | Coppe nazionali | Coppe continentali | Coppe continentali | Coppe continentali | Altre coppe | Altre coppe | Altre coppe | Totale | Totale |
| Stagione        | Squadra         | Comp            | Pres       | Reti       | Comp            | Pres            | Reti            | Comp               | Pres               | Reti               | Comp        | Pres        | Reti        | Pres   | Reti   |
| --------------- | --------------- | --------------- | ---------- | ---------- | --------------- | --------------- | --------------- | ------------------ | ------------------ | ------------------ | ----------- | ----------- | ----------- | ------ | ------ |
| apr. 2022       | Arsenal Tula    | PL              | 4          | 0          | CR              | -               | -               |                    | -                  | -                  |             | -           | -           | 4      | 0      |
| Totale carriera | Totale carriera | Totale carriera | 4          | 0          |                 | -               | -               |                    | -                  | -                  |             | -           | -           | 5      | 0      |